# Przybyłowo
Przybyłowo (niem. Dünhöfen) – wieś w Polsce położona w województwie warmińsko-mazurskim, w powiecie elbląskim, w gminie Tolkmicko na Wysoczyźnie Elbląskiej.
W latach 1975–1998 miejscowość administracyjnie należała do województwa elbląskiego.